# Ivan Kazadi Kankonde
 (mai 2025).
La mise en forme du texte ne suit pas les recommandations de Wikipédia : il faut le « wikifier ».
Les points d'amélioration suivants sont les cas les plus fréquents. Le détail des points à revoir est peut-être précisé sur la page de discussion.
- Les titres sont pré-formatés par le logiciel. Ils ne sont ni en capitales, ni en gras.
- Le texte ne doit pas être écrit en capitales (les noms de famille non plus), ni en gras, ni en italique, ni en « petit »…
- Le gras n'est utilisé que pour surligner le titre de l'article dans l'introduction, une seule fois.
- L'italique est rarement utilisé : mots en langue étrangère, titres d'œuvres, noms de bateaux, etc.
- Les citations ne sont pas en italique mais en corps de texte normal. Elles sont entourées par des guillemets français : « et ».
- Les listes à puces sont à éviter, des paragraphes rédigés étant largement préférés. Les tableaux sont à réserver à la présentation de données structurées (résultats, etc.).
- Les appels de note de bas de page (petits chiffres en exposant, introduits par l'outil «  Source ») sont à placer entre la fin de phrase et le point final[comme ça].
- Les liens internes (vers d'autres articles de Wikipédia) sont à choisir avec parcimonie. Créez des liens vers des articles approfondissant le sujet. Les termes génériques sans rapport avec le sujet sont à éviter, ainsi que les répétitions de liens vers un même terme.
- Les liens externes sont à placer uniquement dans une section « Liens externes », à la fin de l'article. Ces liens sont à choisir avec parcimonie suivant les règles définies. Si un lien sert de source à l'article, son insertion dans le texte est à faire par les notes de bas de page.
- La présentation des références doit suivre les conventions bibliographiques. Il est recommandé d'utiliser les modèles {{Ouvrage}}, {{Chapitre}}, {{Article}}, {{Lien web}} et/ou {{Bibliographie}}. Le mode d'édition visuel peut mettre en forme automatiquement les références.
- Insérer une infobox (cadre d'informations à droite) n'est pas obligatoire pour parachever la mise en page.

Pour une aide détaillée, merci de consulter Aide:Wikification.
Si vous pensez que ces points ont été résolus, vous pouvez retirer ce bandeau et améliorer la mise en forme d'un autre article.
 (octobre 2024).
Si vous disposez d'ouvrages ou d'articles de référence ou si vous connaissez des sites web de qualité traitant du thème abordé ici, merci de compléter l'article en donnant les références utiles à sa vérifiabilité et en les liant à la section « Notes et références ».
 (août 2024).
 (août 2024).
Ivan Kazadi Kankonde
Ivan Kazadi Kankonde, né le 9 mai 1993 à Kinshasa (RDC), est un avocat et une personnalité politique de la république démocratique du Congo.

## Biographie

### Origines familiales
Il est né le 9 mai 1993 à Kinshasa.
Il est le fils de Peter Kazadi une figure emblématique de la politique Congolaise de l'Union pour la démocratie et le progrès social (UDPS).

### Enfance et formation
Ivan Kazadi Kankonde est Licencié en Droit à l’Université de Kinshasa en 2015.
En 2022 il obtient son Brevet de gestion des risques dans la passation des marchés publics délivré par Pinpoint Conseil à Casablanca au Royaume du Maroc en 2022. Il participe à plusieurs séminaires de formation, notamment sur l’Anglais juridique organisé par l’Université de Würzburg à l’Université de Kinshasa en 2014[réf. nécessaire].
En juillet 2024 il décroche son Brevet des Hautes Etudes de Stratégie et Défense de la septième Session Spéciale au Collège des Hautes Etudes de Stratégie et de Défense, (CHESD). Il est également bénéficiaire des stages de formation au cabinet d’avocats YOKO & ASSOCIES et au Tribunal de Grande Instance de Kinshasa/Matete[réf. nécessaire].
En 2024 élu sénateur de la quatrième Législature de la troisième République[réf. nécessaire].

### Carrière politique
Depuis avril 2017 à l'Union pour la démocratie et le progrès social (UDPS), dans la cellule Rondpoint-Righini, section Lemba dans la Fédération de Mont-Amba[réf. nécessaire].
En juin 2017, il devient Conseiller Juridique dans la cellule Rondpoint- Righini[réf. nécessaire].
En 2018, il devient Membre de la Commission pour l’Egalité entre l’homme et la femme de l’Union pour la démocratie et le progrès social (UDPS). /TSHISEKEDI au niveau national Où il est  actuellement Secrétaire Exécutif National Adjoint au Département de Justice de la Ligue des jeunes[réf. nécessaire].
En août 2020, il participe aux pourparlers sur le litige frontalier RDC - Zambie[réf. nécessaire].
En octobre 2020, il est membre du Secrétariat technique du MINI- SOMMET des Chefs d’Etat de l’Ouganda, du Rwanda, de l’Angola, de la République Démocratique du Congo (RDC) et du Burundi, Goma (RDC), le 07 octobre 2020[réf. nécessaire].
En janvier 2021: Assistant du Directeur Général au Centre d’Expertise Evaluation et Certification des Substances minérales précieuses et semi précieuses[réf. nécessaire].
En 2023, il rejoint le cabinet du Vice-premier ministre chargé de l’Intérieur et de la sécurité, Peter Kazadi. Il est nommé depuis avril 2023, directeur de cabinet adjoint du Vice-Premier Ministre, ministre de l'Intérieur, de la Sécurité et des Affaires coutumières du Gouvernement Sama Lukonde II[réf. nécessaire]. 
Il est membres de l'Union pour la démocratie et le progrès social (UDPS).
En 2024, il reçoit un trophée de mérite de la ligue des jeunes de l’UDPS au travers les secrétaires nationaux. En juillet de la même année, il obtient son brevet de participation à la 9e session ordinaire et à la 7e session spéciale du collège des hautes études de stratégie et de défense pour l’année 2023-2024. Toujours en 2024, il est premier secrétaire et rapporteur du bureau d'âge de la chambre haute du parlement,.